# Білодід Дар'я Геннадіївна
Дар'я Геннадіївна Білодід (нар. 10 жовтня 2000, Київ) — українська дзюдоїстка, бронзова призерка Олімпійських ігор 2020 року, триразова чемпіонка Європи та дворазова чемпіонка світу.

## Біографія
Дар'я Білодід народилася 10 жовтня 2000 року в Києві у спортивній родині дзюдоїстів Геннадія Білодіда та Світлани Кузнецової, які і стали її тренерами.
Батьки Дар'ї були проти того, щоб донька пов'язала своє життя з бойовими мистецтвами, тому в трирічному віці віддали її на художню гімнастику. Але у шестирічному віці Дар'я зробила свідомий вибір на користь дзюдо та почала тренуватися.
Навчалася в ліцеї № 157 в Києві.
Свою першу дорослу медаль Білодід завоювала в березні 2017 року на відкритому Континентальному кубку в Празі. А вже 20 квітня 2017 року вона стала чемпіонкою Європи у ваговій категорії до 48 кг на чемпіонаті Європи з дзюдо у Варшаві, де у фіналі здолала росіянку Ірину Долгову.
24 лютого 2018 Дар'я Білодід, здолавши угорку Еву Черновіцкі, перемогла на турнірі із дзюдо у Дюссельдорфі.
На чемпіонаті світу 2018 року була третьою сіяною спортсменкою. Розпочала турнір з перемог над Дістрією Краснікі з Косово та Сьонь Яо з Китаю. У чвертьфіналі перемогла Отгонцецег Галбадрах з Казахстану, якій поступилася на минулому чемпіонаті світу, а у півфіналі перемогла чинну олімпійську чемпіонку Паулу Парето з Аргентини. У фіналі Білодід перемогла чинну чемпіонку світу Фуну Тонакі з Японії. Ця перемога зробила її наймолодшою чемпіонкою світу серед дорослих. Білодід стала нею у віці 17 років і 11 місяців. Вона побила попередній віковий рекорд, що належав японці Рійоко Тамурі, яка у 1993 році стала чемпіонкою світу, коли їй було 18 років і 1 місяць.

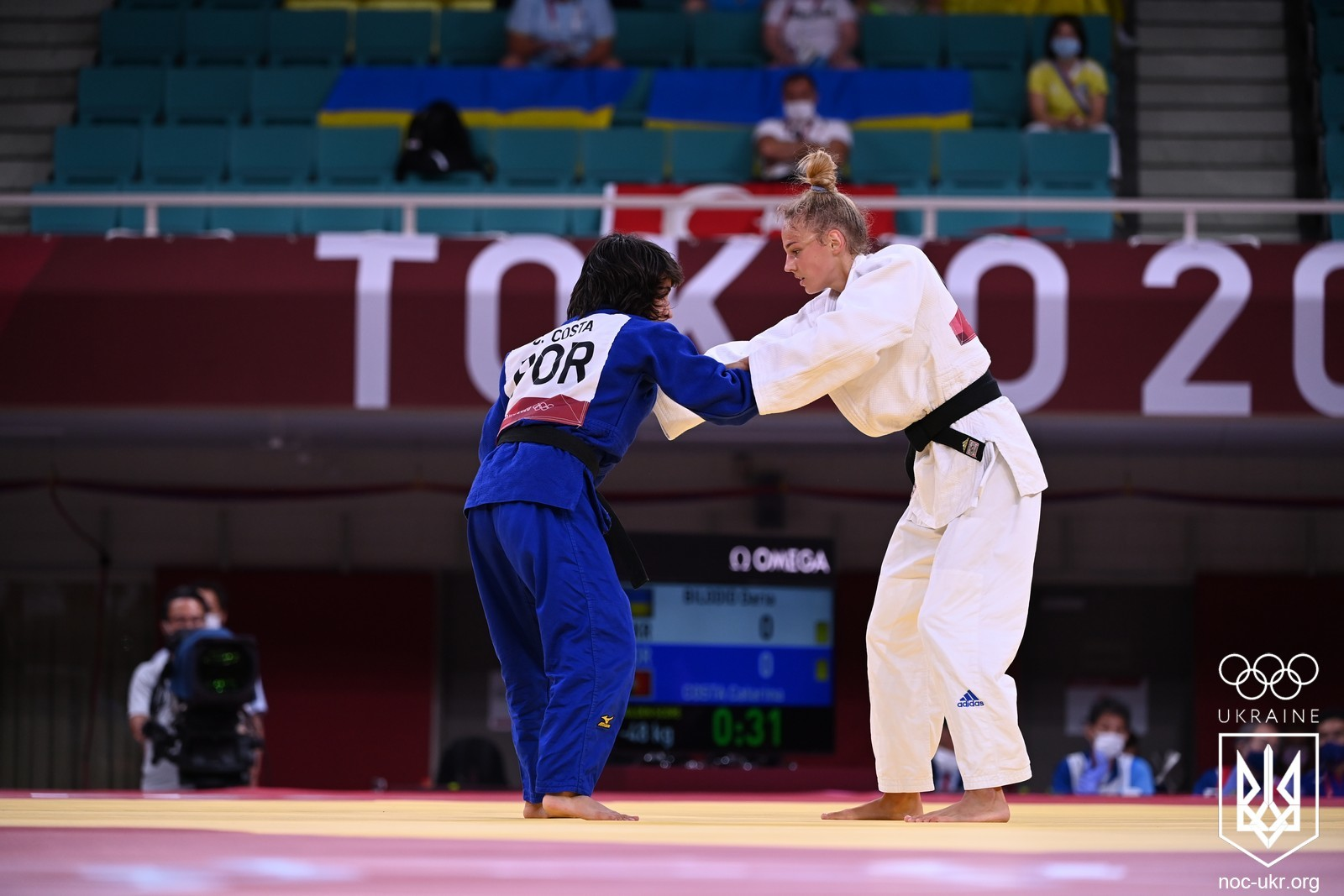
Дар'я Білодід на Олімпійських іграх-2020

На шляху до фіналу чемпіонату світу 2019 року Дар'я послідовно здолала Катарину Косту (Португалія), Саріуну Цижіпову (МОК), Лауру Мартінес Абеленду (Іспанія) і Мунхабатін Уранцецег (Монголія). Усіх суперниць Білодід здолала іппоном. У фіналі Білодід знову перемогла японку Фуну Тонакі, за рахунок ваза-арі на початку поєдинку. Таким чином, Дар'я Білодід у 18 років і 11 місяців стала наймолодшою дворазовою чемпіонкою світу з дзюдо.
24 липня 2021 року Дар'я Білодід здобула першу медаль для української збірної на Олімпійських іграх у Токіо. У ваговій категорії до 48 кілограмів 20-річна спортсменка здобула бронзову нагороду, перемігши ізраїльтянку Ширу Рішоні. У півфіналі Білодід поступилася представниці господарів змагань Фуні Тонакі.
Після завершення спортивної кар'єри планує займатися журналістикою.
У вересні 2024 дворазова чемпіонка світу і триразова чемпіонка Європи з дзюдо Дар'я Білодід стала амбасадором футбольного клубу «Металіст 1925». та підписала повноцінний професійний контракт з жіночою командою.

## Основні досягнення
2015
- Чемпіонат України серед кадетів -44 кг, Луцьк
- Чемпіонат України серед юніорів -44 кг, Київ
- European Cup (кадети) -44 кг, Загреб
- European Cup (кадети) -44 кг, Тепліце
- European Cup (кадети) -44 кг, Клуж-Напока
- Чемпіонат Європи серед кадетів -44 кг, Софія
- Чемпіонат світу серед кадетів -44 кг, Сараєво

2016
- Чемпіонат України серед кадетів -48 кг, Луцьк
- Чемпіонат України серед юніорів -48 кг, Київ
- European Cup (кадети) -48 кг, Тепліце
- European Cup (кадети) -48 кг, Загреб
- European Cup (юніори) -48 кг, Каунас
- European Cup (юніори) -48 кг, Пакш
- Чемпіонат Європи серед кадетів -48 кг, Вантаа
- Чемпіонат Європи серед юніорів -48 кг, Малага

2017
- European Judo Open -48 кг, Прага[14]
- Чемпіонат Європи -48 кг, Варшава
- Grand Prix -48 кг, Хух-Хото
- Grand Prix -48 кг, Гаага[15]

2018
- Grand Prix -48 кг, Туніс[16]
- Grand Slam -48 кг, Париж[17]
- Grand Slam -48 кг, Дюссельдорф[18]
- Continental Cup -48 кг, Подчетртек[19]
- Grand Prix -48 кг, Загреб
- Чемпіонат світу -48 кг, Баку

2019
- Grand Prix -48 кг, Тбілісі
- Європейські ігри -48 кг, Мінськ
- Чемпіонат світу -48 кг, Токіо[20]
- Grand Slam -48 кг, Абу-Дабі

2020
- Grand Slam -48 кг, Париж
- Grand Slam -52 кг, Угорщина
- Краща дзюдоїстка сезону 2019/2020 за версією Міжнародної федерації дзюдо[21]

2021
- Masters -48 кг, Доха
- Grand Slam -48 кг, Тель-Авів
- Чемпіонат Європи -48 кг, Лісабон
- Олімпійські ігри -48 кг, Токіо

2022
- European Cup -57 кг, Рига

2023
- Grand Slam -57 кг, Париж
- Grand Prix -57 кг, Лінц
- Masters -57 кг, Будапешт
- Grand Prix -57 кг, Загреб

2024
- Grand Slam -57 кг, Баку
- Чемпіонат Європи -57 кг, Загреб

## Особисте життя
Живе у Києві, навчається в університеті.
З 2018 року, рік перебувала у відносинах із італійським олімпійським чемпіоном Фабіо Базіле.
У 2020 році зустрічалася із захисником київського «Динамо» Денисом Поповим, про що стало відомо під час прем'єри фільму «Анаконда» (біографічний фільм про дзюдоїстку), але вже до кінця року пара розійшлася.

## Державні нагороди
- Орден княгині Ольги II ст. (16 серпня 2021) — За досягнення високих спортивних результатів на ХХХІІ літніх Олімпійських іграх в місті Токіо (Японія), виявлені самовідданість та волю до перемоги, утвердження міжнародного авторитету України.[25]

- Орден княгині Ольги III ст. (15 липня 2019) — За досягнення високих спортивних результатів ІІ Європейських іграх у м. Мінську (Республіка Білорусь), виявлені самовідданість та волю до перемоги, піднесення міжнародного авторитету України.[26]